# Macrobrachium hobbsi
Macrobrachium hobbsi är en kräftdjursart som beskrevs av Nates och Villalobos 1990. Macrobrachium hobbsi ingår i släktet Macrobrachium och familjen Palaemonidae. Inga underarter finns listade i Catalogue of Life.